# Liste der Baudenkmäler im Kreis Heinsberg

Kreis Heinsberg

Die Liste der Baudenkmäler im Kreis Heinsberg umfasst:
- Liste der Baudenkmäler in Erkelenz
- Liste der Baudenkmäler in Gangelt
- Liste der Baudenkmäler in Geilenkirchen
- Liste der Baudenkmäler in Heinsberg
- Liste der Baudenkmäler in Hückelhoven
- Liste der Baudenkmäler in Selfkant
- Liste der Baudenkmäler in Übach-Palenberg
- Liste der Baudenkmäler in Waldfeucht
- Liste der Baudenkmäler in Wassenberg
- Liste der Baudenkmäler in Wegberg

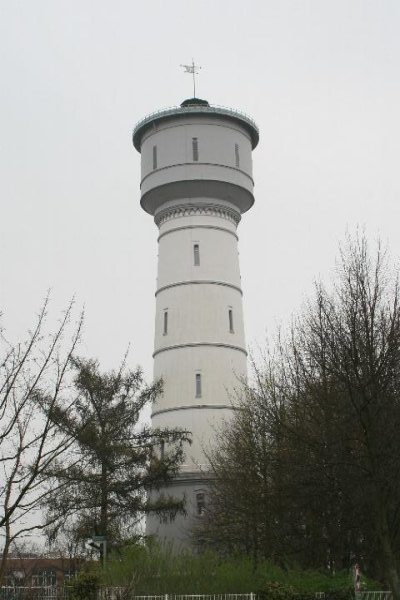
Wasserturm (ca. 1900) (Erkelenz)
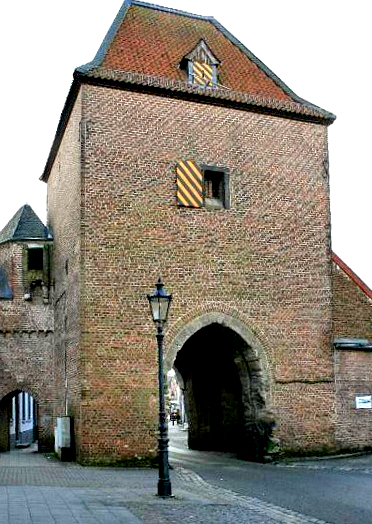
Heinsberger Tor (15 J.) (Gangelt)
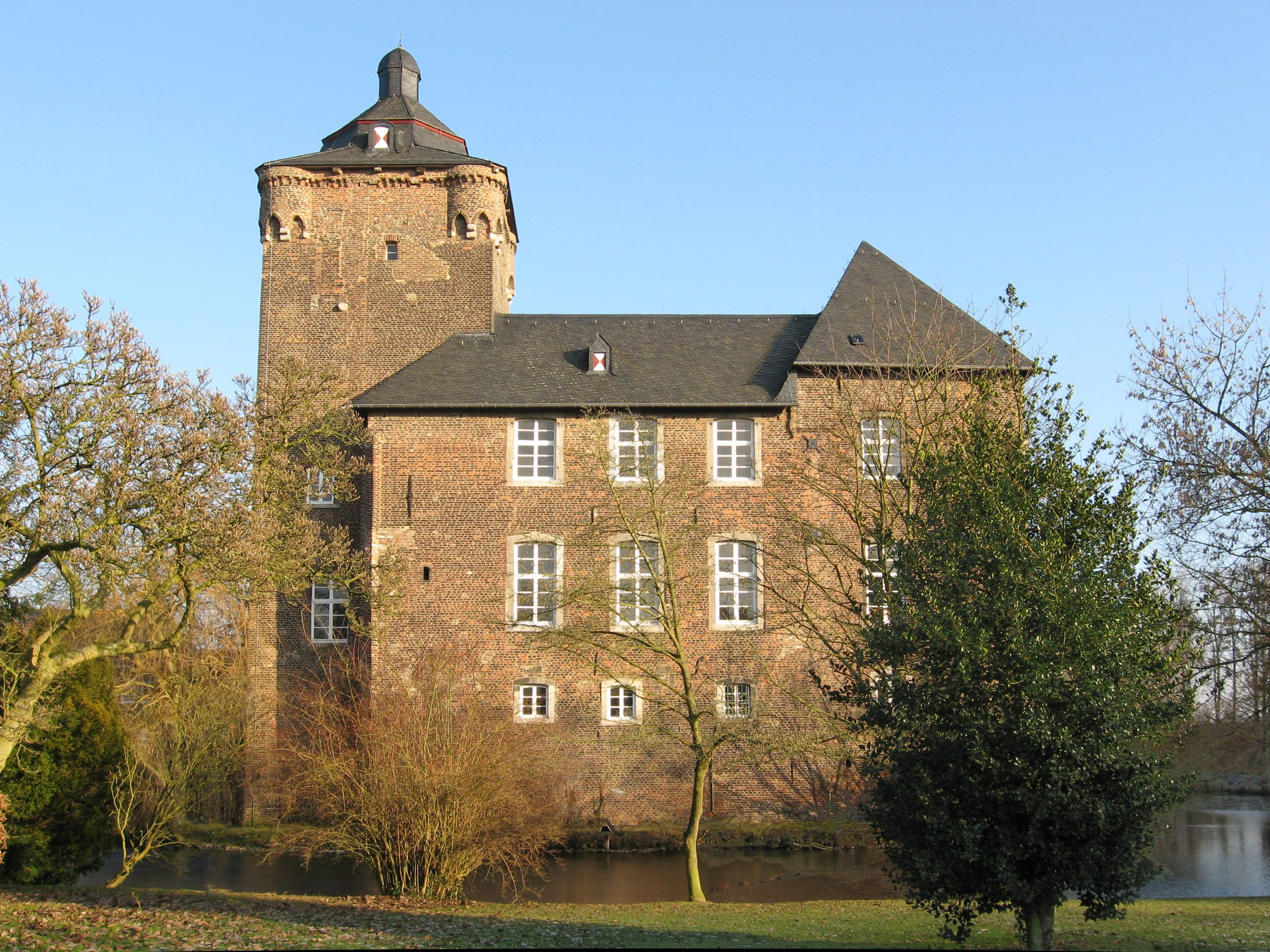
Burg Trips (15. J.) (Geilenkirchen)
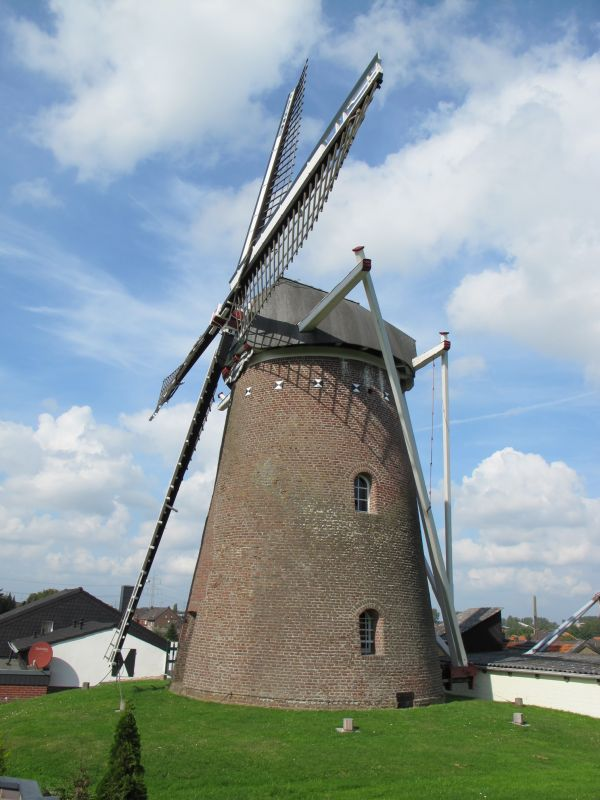
Lümbacher Mühle Kirchhoven (Heinsberg)
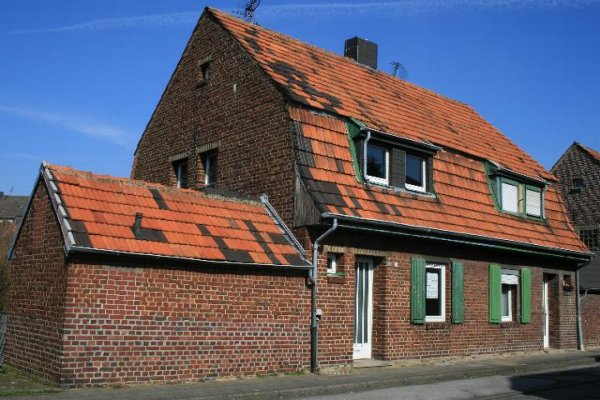
Bergarbeiter-Siedlungshaus (Hückelhoven)
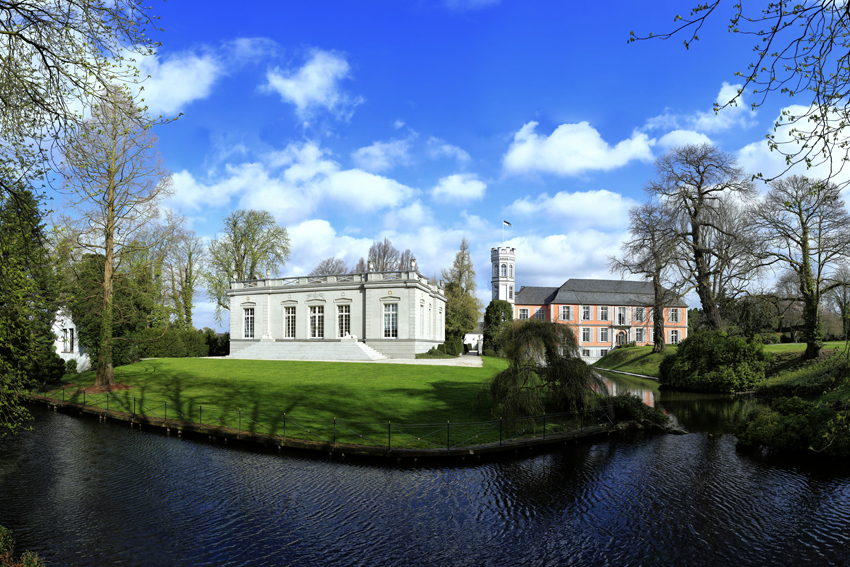
Schloss Rurich (Hückelhoven)
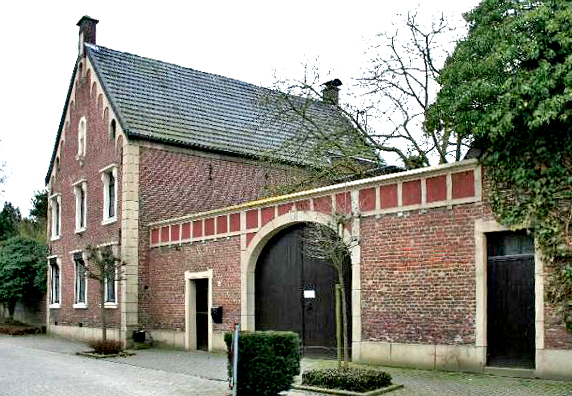
Altes Pastorat Millen (Selfkant)
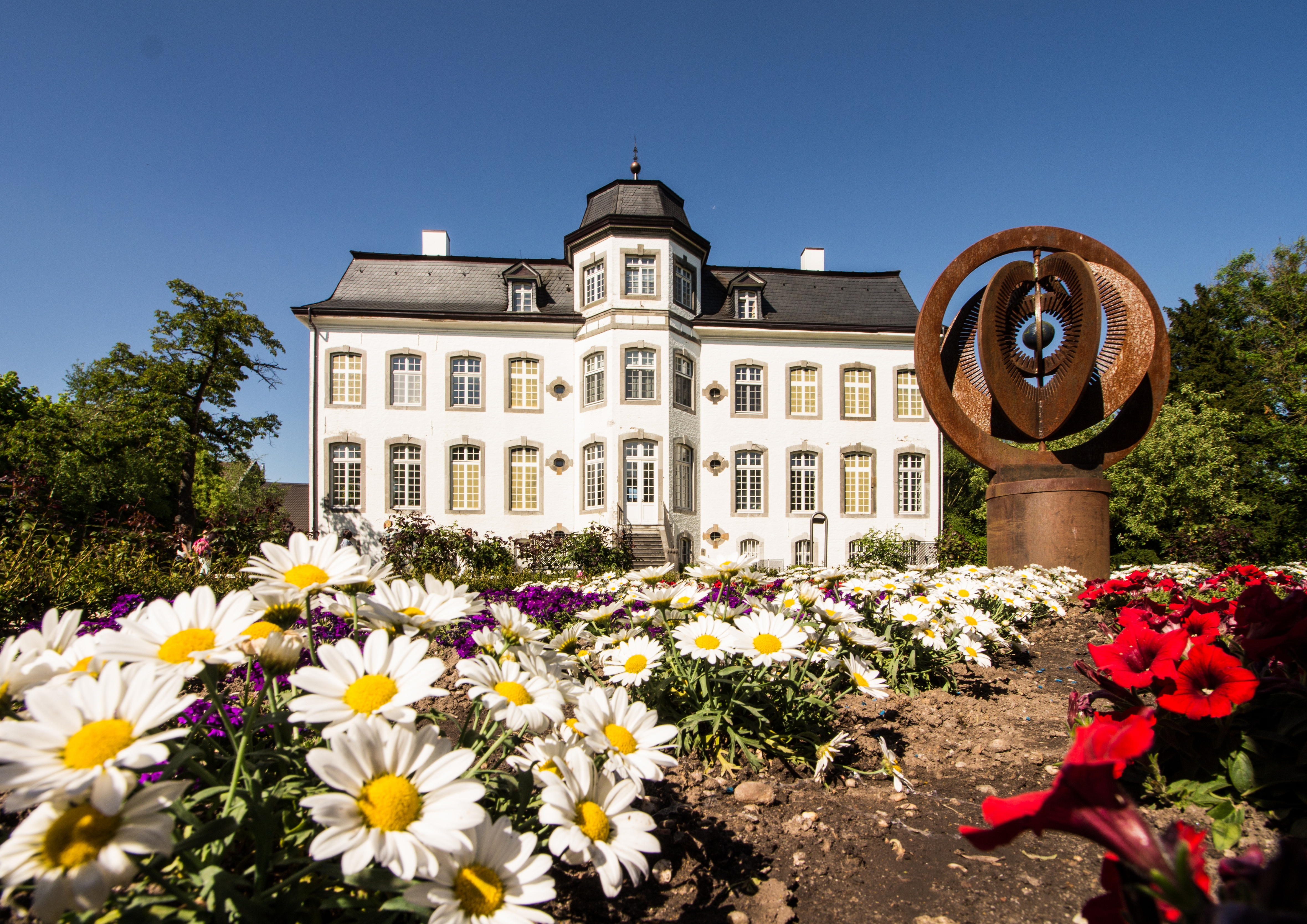
Schloss Zweibrüggen (Übach-Palenberg)
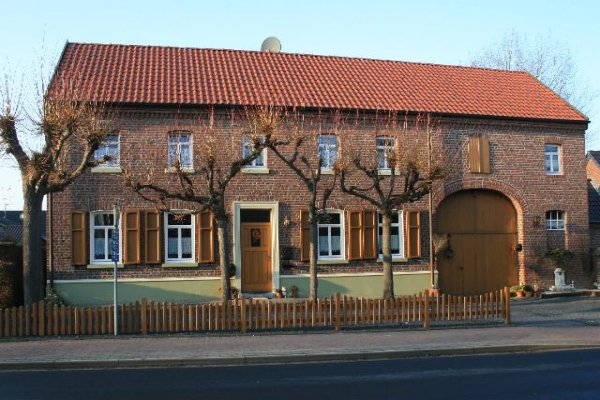
Hofanlage Haaren (Waldfeucht)
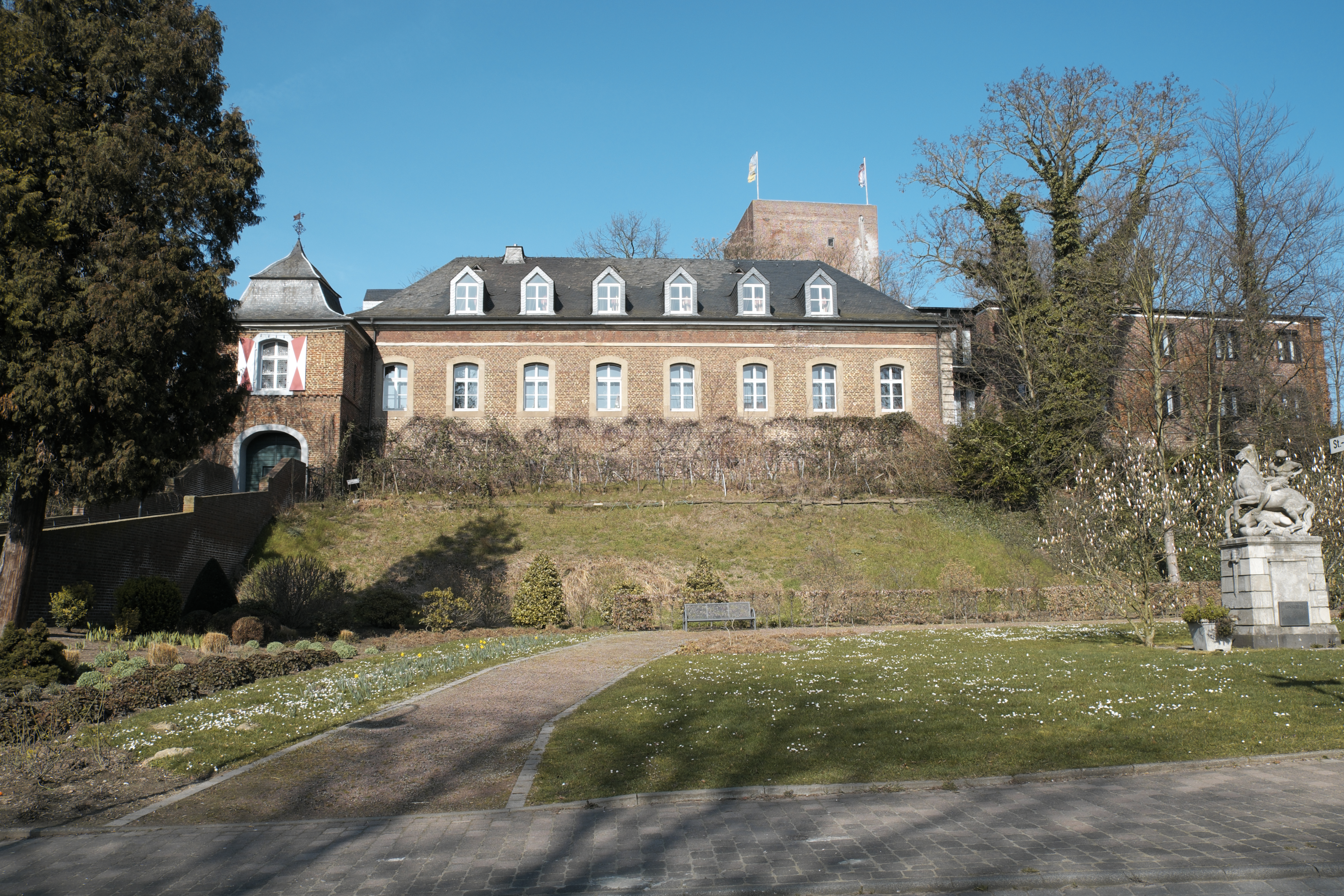
Burg (Wassenberg)
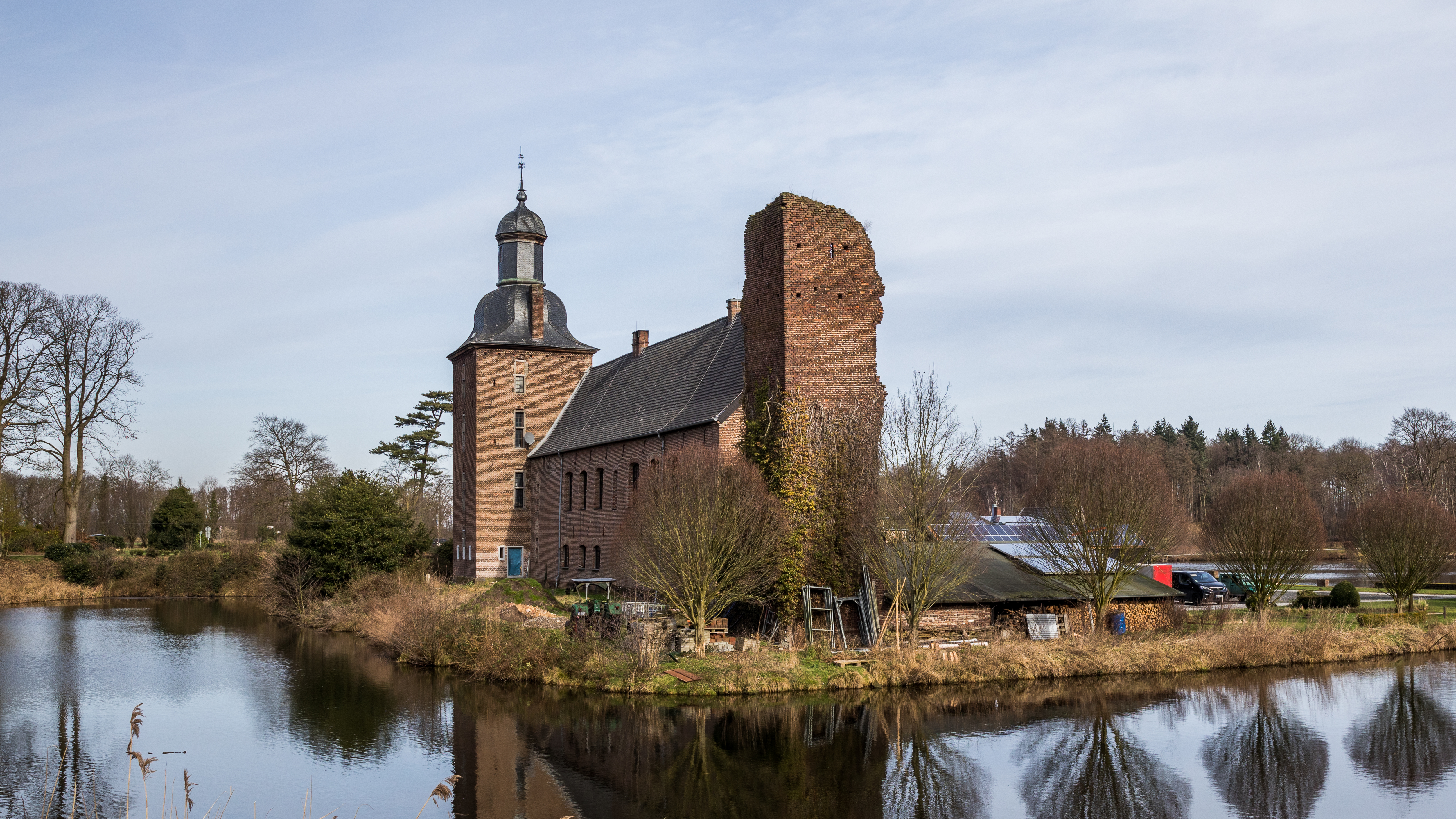
Schloss Tüschenbroich (Wegberg)
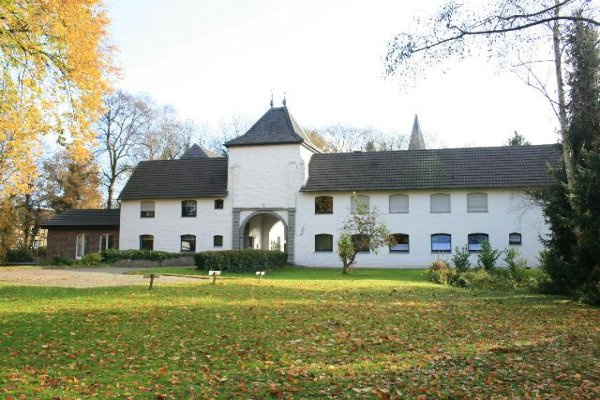
Gehöft Haus Beek (Wegberg)